# 01.أيه آي
01.هي شركة ذكاء اصطناعي مقرها في بكين، الصين ( (بالصينية: 零一万物; البينيين: Língyī Wànwù) تركّز على تطوير المنتجات مفتوحة المصدر .

## خلفية
تأسست شركة AI.01 في مارس 2023 على يد كاي فو لي، المدير التنفيذي السابق في شركة Microsoft وGoogle أحد مؤسسيشركة Sinovation Ventures.  تُعرف AI.01 في الصينية باسم 零一万物، والذي يعني "صفر واحد، كل شيء" في إشارة إلى مقطع من النص "الطاوي تاو تي تشينج" .  من بين الداعمين الخارجيين للشركةمجموعة علي بابا وشاومي . 
بسبب القيود فرضتها الولايات المتحدة على تصدير أشباه الموصلات ، بدأت شركة AI.01 بتخزين هذه المكونات في وقت مبكر من العام، وحتى إنها اقترضت أموالاً من شركة Sinovation Ventures لتمويل عمليات الشراء.  ونظرًا لنقص الرقائق لديها، طورت الشركة بنية تحتية أكثر كفاءة للذكاء الاصطناعي ومحركات الاستدلال الأكثر كفاءة لتدريب الذكاء الاصطناعي الخاص بها. كان معدل فشل مجموعة الرقائق أقل من متوسط الصناعة. 
في يونيو 2023، بدأت شركة AI.01 عملياتها. وقد اختارت بناء نموذج مفتوح المصدر لأن الغالبية العظمى من مطوري الذكاء الاصطناعي لا يستطيعون تحمّل تكلفة النماذج الأكبر والأكثر تكلفة. أو لا يحتاجون إليها. ومع ذلك، كانت تخطط لتطوير نماذج خاصة لعملائها في المستقبل. 
في نوفمبر 2023، وبعد ثمانية أشهر فقط من انطلاقها، بلغت قيمة شركة AI.01 أكثر من مليار دولار، ما منحها مكانة "وحيد القرن" . وكان لدى الشركة فريق يضم أكثر من 100 موظف. 
في أكتوبر 2024،أفيد أن شركةAI.01. كانت تخفّض التكاليف من خلال استراتيجيات مثل التركيز على مجموعات بيانات أصغر لتدريب نماذج الذكاء الاصطناعي، وتوظيف مهندسين أقل سعرًا.  في نوفمبر 2024، أُفيد أن شركة AI.01 بتدريب نماذج الذكاء الاصطناعي الخاصة بها باستخدام 2000 وحدة معالجة رسومية فقط. بلغت التكلفة 3 ملايين دولار مقارنة بتكلفة OpenAI البالغة 80-100 مليون دولار. 
في يناير 2025، نفى كاي فو لي الشائعات التي تحدثت عن أن شركة AI.01. كانت تتفاوض لبيع فريق ما قبل التدريب التابع لها إلى شركة Alibaba Cloud . 

## منتجات

### يي
Yi هو نموذج لغوي ضخم مفتوح المصدر (LLM).  
في نوفمبر 2023، تم إطلاق نموذج Yi-34B وإتاحته للمطورين حول العالم باللغتين الصينية والإنجليزية. ويعود اسمه إلى احتوائه على 34 مليار مُعامل استخدمت في تدريبه. وقد تفوّق على نماذج أخرى مفتوحة المصدر مثل Llama 2 من Meta AI . صنفت Hugging Face في المرتبة الأولى فيما يسمى بـ LLMs الأساسية المدربة مسبقًا.  
في سبتمبر 2024، تم إطلاق Yi-Coder. وهو مساعد برمجي يعمل عبر 52 لغة برمجة . يتوفر بنسختين تحتويان على 9 مليار و1.5 مليار مُعامل. من أبرز ميزاته قدرته على معالجة سياقات بطول 128,000 رمز، مما يتيح له التعامل مع مقاطع ضخمة من الشيفرات البرمجية. 
في أكتوبر 2024، تم إصدار نموذج Yi-Lightning. وفي تصنيف نشره باحثون من مختبر سكاي لاب بجامعة كاليفورنيا في بيركلي ومنصة SkyLab وLMSYS، حلّ النموذج في المرتبة الثالثة بالتساوي بين شركات نماذج اللغة الكبيرة إلى جانب Grok-2 من شركة x.AI ، خلف شركتي OpenAI وجوجل. وتبلغ تكلفة الاستدلال في Yi-Lightning 14 سنتًا لكل مليون رمز، مقارنة بـ 26 سنتًا لنموذج OpenAI الأصغر من GPT o1-mini. 

### وانزي
في مايو 2024، 01. أطلقت شركة AI.01 مساعد الإنتاجية المجاني "Wanzhi"، الذي يُقال إنه يعادل Microsoft Copilot . ويتوفر بنسختين، إحداهما باللغة الصينية والأخرى باللغة الإنجليزية.. 